# Тринидад (град, Калифорния)
Вижте пояснителната страница за други значения на Тринидад.
Тринидад (на английски: Trinidad) е град в окръг Хъмбоулт, щата Калифорния, САЩ. Тринидад е с население от 360 жители (по приблизителна оценка от 2017 г.) и обща площ от 1,8 km². Намира се на 53 m надморска височина. ЗИП кодовете му са 95570, а телефонният му код е 707.